# The Voice of Germany/Staffel 7
Die siebte Staffel der Gesangs-Castingshow The Voice of Germany wurde vom 19. Oktober 2017 bis zum 17. Dezember 2017 im Fernsehen ausgestrahlt. Sie wurde wie die beiden vorangegangenen Staffeln von Thore Schölermann und Lena Gercke moderiert. Zur Jury gehörten das Jurorenduo Smudo und Michi Beck von der Hip-Hop-Band Die Fantastischen Vier, die Sängerin und Schauspielerin Yvonne Catterfeld, der Songwriter, Gitarrist und Sänger Samu Haber sowie erstmals der Sänger und Songwriter Mark Forster. Siegerin wurde Natia Todua aus der Coachinggruppe von Samu Haber.

## Erste Phase: Die Blind Auditions
Die Castings zur siebten Staffel fanden von Februar bis Mai 2017 statt, werden aber nicht im Fernsehen gezeigt. Die Blind Auditions wurden vom 2. bis 7. Juli 2017 im Studio Adlershof in Berlin aufgezeichnet und vom 19. Oktober bis zum 16. November 2017 in neun Fernsehsendungen ausgestrahlt. Die Jury wählte 77 Kandidaten – davon 39 Frauen, 36 Männer und 2 Duos – in die zweite Phase, in die Mark Forster, Yvonne Catterfeld und Michi und Smudo mit je 19 sowie Samu Haber mit 20 Kandidaten einzogen.
Alle vier Jurystimmen erhielten die Kandidaten BB Thomaz, Benedikt Köstler, Jade Pearl Baker, Lara Samira Will, Michael Kutscha, Georgia Loui, Meike Hammerschmidt, Natia Todua, Luana Eschment, Marlin Williford, Johannes Pinter, Semion Bazavlouk, Mary-Anne Bröllochs, Alexander Babacan, Tiago Ribeiro da Costa, Amin Afify, Chiara Tahnee Lütje, Juan Geck, Michael Russ, Dzenan Buldic, Yagmur Yagan, Daniel Castro Dominguez und Janina Beyerlein. Von diesen dreiundzwanzig entschieden sich zehn für Samu Haber, fünf für Yvonne Catterfeld, vier für Mark Forster sowie vier für Michi und Smudo als Coach.
| Folge  | Die Coaches und ihre Kandidaten                                          | Die Coaches und ihre Kandidaten                                       | Die Coaches und ihre Kandidaten                                   | Die Coaches und ihre Kandidaten                      |
| Folge  | Mark Forster                                                             | Michi und Smudo                                                       | Yvonne Catterfeld                                                 | Samu Haber                                           |
| ------ | ------------------------------------------------------------------------ | --------------------------------------------------------------------- | ----------------------------------------------------------------- | ---------------------------------------------------- |
| 01     | Benedikt Köstler                                                         | Patrick Strobel Jade Pearl Baker                                      | Béatrice Thomas Melvin Vardouniotis                               | Malina Stark Selina Edbauer Lara Samira Will         |
| 02     | Katy Winter                                                              | Meike Hammerschmidt                                                   | David Blair Robin Portmann                                        | Michael Kutscha Georgia Loui Natia Todua             |
| 03     | Luana Eschment Filiz Arslan Maria Giuseppina Cammisa                     | Stefanie Nerpel                                                       | Jonny Mahoro und Jakob Ude                                        | Chris Bertl Marlin Williford Marcel Saibert („Mars“) |
| 04     |                                                                          | Semion Bazavlouk Mark Schlumberger                                    | Johannes Pinter Patrizia Gasser Gregor Hägele Sebastiàn Millepied | Mary-Anne Bröllochs                                  |
| 05     | Alexandra Sutter Amin Afify                                              | Philip Piller Isabell Jasmin Plaue                                    | Frederic Lipgens Alexander Babacan                                | Tiago Ribeiro da Costa Julia Schüler                 |
| 06     | Felix Harer                                                              | Max Christoph Niemeyer Helen Leahey Friederike Bayer Luzie Juckenburg | Tina Naderer Juan Geck                                            | Chiara Tahnee Lütje Dae-On Jung                      |
| 07     | Michael Russ Simon Zawila Jan Hasanov                                    | Doris Mete Anna Heimrath Kim Friehs                                   | Julien Alexander Blank Melisa Toprakci                            | Carina Chère Meike Ehnert                            |
| 08     | Dajana Günther Michel Oehrlein Silke und Alexander Mohnfeld Tasha Gonser | Dzenan Buldic Barbara Padron Hernandez                                | Christina Rodrigues Daniel Castro Dominguez                       | Yagmur Yagan                                         |
| 09     | Pishtar Dakaj Marie-Claude Rubin Jonas Oberstaller Miguel Fialho         | Benjamin Hartmann Christine Heitz                                     | Jimmy Risch Linda Helterhoff                                      | Janina Beyerlein Nanette Foh Petra Wydler            |
| Gesamt | 19                                                                       | 19                                                                    | 19                                                                | 20                                                   |

## Zweite Phase: Die Battle Round
Die Battle Round wurde vom 5. bis zum 7. September 2017 in Berlin aufgezeichnet und vom 19. bis 30. November 2017 in vier Fernsehsendungen ausgestrahlt. In der 20 Kandidaten umfassenden Gruppe von Samu Haber fanden sieben Eins-gegen-Eins-Duelle und zwei Dreier-Battles statt; in den anderen drei Gruppen trugen die 19 Kandidaten jeweils acht Eins-gegen-Eins-Duelle und ein Dreier-Battle aus. Der jeweilige Coach wählte einen Teilnehmer jedes Battles direkt in die nächste Phase. Wie in der dritten bis sechsten Staffel kamen auch einige unterlegene Battle-Kandidaten in die nächste Phase, wenn einer der anderen Coaches sie übernahm (Steal Deal). Alle vier Coaches übernahmen je einen Kandidaten einer anderen Gruppe, so dass alle vier Coachinggruppen mit zehn Teilnehmern in die nächste Phase gingen.
| Folge | Coach             | Battle | Direkt weitergewählter Kandidat | Song                                                                          | Unterlegener Kandidat        | Unterlegener Kandidat        | Neuer Coach des unterlegenen Kandidaten |
| ----- | ----------------- | ------ | ------------------------------- | ----------------------------------------------------------------------------- | ---------------------------- | ---------------------------- | --------------------------------------- |
| 10    | Samu Haber        | 1      | Selina Edbauer                  | Fighter von Christina Aguilera                                                | Mary-Anne Bröllochs          | Chiara Tahnee Lütje          | —                                       |
| 10    | Mark Forster      | 2      | Benedikt Köstler                | Hallelujah von Leonard Cohen                                                  | Felix Harer                  | Felix Harer                  | —                                       |
| 10    | Yvonne Catterfeld | 3      | Juan Geck                       | No More Drama von Mary J. Blige                                               | Robin Portmann               | Robin Portmann               | Mark Forster                            |
| 10    | Michi und Smudo   | 4      | Luzie Juckenburg                | Life on Mars? von David Bowie                                                 | Max Christoph Niemeyer       | Max Christoph Niemeyer       | —                                       |
| 10    | Mark Forster      | 5      | Michael Russ                    | Galway Girl von Ed Sheeran                                                    | Jonas Oberstaller            | Jonas Oberstaller            | —                                       |
| 10    | Yvonne Catterfeld | 6      | Melvin Vardouniotis             | Imagine von John Lennon                                                       | David Blair                  | David Blair                  | —                                       |
| 10    | Michi und Smudo   | 7      | Meike Hammerschmidt             | Smooth Criminal von Michael Jackson                                           | Patrick Strobel              | Patrick Strobel              | —                                       |
| 11    | Michi und Smudo   | 8      | Stefanie Nerpel                 | Augenbling von Seeed                                                          | Mark Schlumberger            | Mark Schlumberger            | —                                       |
| 11    | Samu Haber        | 9      | Janina Beyerlein                | Where the Wild Roses Growvon Nick Cave and the Bad Seeds und Kylie Minogue    | Mars                         | Mars                         | —                                       |
| 11    | Mark Forster      | 10     | Katy Winter                     | Back to You von Louis Tomlinson featuring Bebe Rexha und Digital Farm Animals | Miguel Fialho                | Miguel Fialho                | —                                       |
| 11    | Yvonne Catterfeld | 11     | BB Thomaz                       | Mamma Knows Best von Jessie J                                                 | Melisa Toprakci              | Melisa Toprakci              | Michi und Smudo                         |
| 11    | Michi und Smudo   | 12     | Philip Piller                   | Teardrop von Massive Attack featuring Elizabeth Fraser                        | Helen Leahey                 | Helen Leahey                 | —                                       |
| 11    | Samu Haber        | 13     | Natia Todua                     | Blurred Lines von Robin Thicke                                                | Nanette Foh                  | Nanette Foh                  | —                                       |
| 11    | Yvonne Catterfeld | 14     | Tina Naderer                    | Hey von Andreas Bourani                                                       | Alexander Babacan            | Linda Helterhoff             | —                                       |
| 11    | Mark Forster      | 15     | Luana Eschment                  | Blaue Augen von Neonbabies                                                    | Maria Giuseppina Cammisa     | Maria Giuseppina Cammisa     | —                                       |
| 11    | Samu Haber        | 16     | Marlin Williford                | Take On Me von a-ha                                                           | Carina Chère                 | Meike Ehnert                 | —                                       |
| 11    | Michi und Smudo   | 17     | Semion Bazavlouk                | Faith von Stevie Wonder featuring Ariana Grande                               | Christine Heitz              | Christine Heitz              | Yvonne Catterfeld                       |
| 12    | Mark Forster      | 18     | Filiz Arslan                    | Durch die Nacht von Silbermond                                                | Pishtar Dakaj                | Michel Oehrlein              | —                                       |
| 12    | Samu Haber        | 19     | Yagmur Yagan                    | Really Don’t Care von Demi Lovato featuring Cher Lloyd                        | Julia Schüler                | Julia Schüler                | —                                       |
| 12    | Yvonne Catterfeld | 20     | Sebastiàn Millepied             | Oh Happy Day von Edwin Hawkins Singers                                        | Christina Rodrigues          | Christina Rodrigues          | —                                       |
| 12    | Michi und Smudo   | 21     | Kim Friehs                      | Das hat die Welt noch nicht gesehen von Söhne Mannheims                       | Isabell Jasmin Plaue         | Isabell Jasmin Plaue         | —                                       |
| 12    | Samu Haber        | 22     | Michael Kutscha                 | In the Shadows von The Rasmus                                                 | Tiago Ribeiro da Costa       | Tiago Ribeiro da Costa       | —                                       |
| 12    | Yvonne Catterfeld | 23     | Johannes Pinter                 | Who You Are von Jessie J                                                      | Daniel Castro Dominguez      | Daniel Castro Dominguez      | —                                       |
| 12    | Mark Forster      | 24     | Alexandra Sutter                | Say Say Say von Paul McCartney und Michael Jackson                            | Simon Zawila                 | Simon Zawila                 | —                                       |
| 12    | Samu Haber        | 25     | Lara Samira Will                | Everybody Hurts von R.E.M.                                                    | Malina Stark                 | Malina Stark                 | —                                       |
| 13    | Mark Forster      | 26     | Amin Afify                      | Attention von Charlie Puth                                                    | Jan Hasanov                  | Jan Hasanov                  | —                                       |
| 13    | Samu Haber        | 27     | Chris Bertl                     | Dein ist mein ganzes Herz von Heinz Rudolf Kunze                              | Petra Wydler                 | Petra Wydler                 | —                                       |
| 13    | Mark Forster      | 28     | Dajana Günther                  | Against All Odds (Take a Look at Me Now) von Phil Collins                     | Tasha Gonser                 | Tasha Gonser                 | —                                       |
| 13    | Yvonne Catterfeld | 29     | Frederic Lipgens                | Ain’t No Mountain High Enough von Marvin Gaye und Tammi Terrell               | Patrizia Gasser              | Patrizia Gasser              | —                                       |
| 13    | Michi und Smudo   | 30     | Jade Pearl Baker                | Video Games von Lana Del Rey                                                  | Friederike Bayer             | Friederike Bayer             | —                                       |
| 13    | Yvonne Catterfeld | 31     | Julien Alexander Blank          | Monsoon von Tokio Hotel                                                       | Jimmy Risch                  | Jimmy Risch                  | —                                       |
| 13    | Michi und Smudo   | 32     | Anna Heimrath                   | FourFiveSeconds von Rihanna, Kanye West und Paul McCartney                    | Benjamin Hartmann            | Barbara Padron Hernandez     | —                                       |
| 13    | Yvonne Catterfeld | 33     | Gregor Hägele                   | Dancing on My Own von Robyn                                                   | Jonny Mahoro und Jakob Ude   | Jonny Mahoro und Jakob Ude   | —                                       |
| 13    | Samu Haber        | 34     | Georgia Loui                    | Don’t Stop Believin’ von Journey                                              | Dae-On Jung                  | Dae-On Jung                  | —                                       |
| 13    | Mark Forster      | 35     | Marie-Claude Rubin              | Everything Has Changed von Taylor Swift featuring Ed Sheeran                  | Silke und Alexander Mohnfeld | Silke und Alexander Mohnfeld | —                                       |
| 13    | Michi und Smudo   | 36     | Dzenan Buldic                   | Crazy in Love von Beyoncé featuring Jay-Z                                     | Doris Mete                   | Doris Mete                   | Samu Haber                              |

| Die Coaches und ihre Kandidaten nach den Battles                                                                                                   | Die Coaches und ihre Kandidaten nach den Battles | Die Coaches und ihre Kandidaten nach den Battles | Die Coaches und ihre Kandidaten nach den Battles                                                                                               |
| Mark Forster | Michi und Smudo | Yvonne Catterfeld | Samu Haber |
| --- | --- | --- | --- |
| Benedikt Köstler Michael Russ Katy Winter Luana Eschment Filiz Arslan Alexandra Sutter Amin Afify Dajana Günther Marie-Claude Rubin Robin Portmann | Luzie Juckenburg Meike Hammerschmidt Stefanie Nerpel Philip Piller Semion Bazavlouk Kim Friehs Jade Pearl Baker Anna Heimrath Dzenan Buldic Melisa Toprakci | Juan Geck Melvin Vardouniotis BB Thomaz Tina Naderer Sebastiàn Millepied Johannes Pinter Frederic Lipgens Julien Alexander Blank Gregor Hägele Christine Heitz | Selina Edbauer Janina Beyerlein Natia Todua Marlin Williford Yagmur Yagan Michael Kutscha Lara Samira Will Chris Bertl Georgia Loui Doris Mete |
| 10 (9+1) | 10 (9+1) | 10 (9+1) | 10 (9+1) |

## Dritte Phase: Sing Off
Die dritte Phase, wie im Vorjahr „Sing Off“ genannt, wurde am 28. und 29. September 2017 in Berlin aufgezeichnet und in zwei Fernsehsendungen am 3. und 7. Dezember 2017 ausgestrahlt. In der Vorbereitung wurden Samu Habers Kandidaten von Jason Derulo, Mark Forsters Teilnehmer von Rita Ora, Michis und Smudos Kandidaten von Beth Ditto und Yvonne Catterfelds Schützlinge von Demi Lovato unterstützt. Im Sing Off trug jeder der 40 verbliebenen Teilnehmer ein Lied vor; jeder Coach wählte drei seiner zehn Kandidaten für die Liveshow-Phase aus. Von den zwölf Liveshowteilnehmern hatten acht in den Blind Auditions alle vier Jurystimmen erhalten, nämlich Janina Beyerlein, Dzenan Buldic, Meike Hammerschmidt, Benedikt Köstler, Michael Russ, BB Thomaz, Natia Todua und Lara Samira Will.
| Folge | Coach             | Auftritt | Kandidat               | Song                                                   |
| ----- | ----------------- | -------- | ---------------------- | ------------------------------------------------------ |
| 14    | Samu Haber        | 1        | Selina Edbauer         | Flashlight von Jessie J                                |
| 14    | Samu Haber        | 2        | Marlin Williford       | Walk von Kwabs                                         |
| 14    | Samu Haber        | 3        | Georgia Loui           | Lay Me Down von Sam Smith                              |
| 14    | Samu Haber        | 4        | Janina Beyerlein       | What About Us? von Pink                                |
| 14    | Samu Haber        | 5        | Chris Bertl            | Un-Break My Heart von Toni Braxton                     |
| 14    | Samu Haber        | 6        | Doris Mete             | Hollaback Girl von Gwen Stefani                        |
| 14    | Samu Haber        | 7        | Michael Kutscha        | Walking by Myself von Gary Moore                       |
| 14    | Samu Haber        | 8        | Yagmur Yagan           | Came Here for Love von Sigala und Ella Eyre            |
| 14    | Samu Haber        | 9        | Lara Samira Will       | Over the Rainbow von Judy Garland                      |
| 14    | Samu Haber        | 10       | Natia Todua            | Feeling Good von Cy Grant                              |
| 14    | Mark Forster      | 11       | Michael Russ           | The Way You Make Me Feel von Michael Jackson           |
| 14    | Mark Forster      | 12       | Luana Eschment         | Du liebst mich nicht von Sabrina Setlur                |
| 14    | Mark Forster      | 13       | Katy Winter            | Your Song von Rita Ora                                 |
| 14    | Mark Forster      | 14       | Alexandra Sutter       | Summertime von George Gershwin                         |
| 14    | Mark Forster      | 15       | Robin Portmann         | Scars von James Bay                                    |
| 14    | Mark Forster      | 16       | Marie-Claude Rubin     | Angel from Montgomery von John Prine                   |
| 14    | Mark Forster      | 17       | Amin Afify             | Irgendwas von Yvonne Catterfeld featuring Bengio       |
| 14    | Mark Forster      | 18       | Dajana Günther         | The One That Got Away von Katy Perry                   |
| 14    | Mark Forster      | 19       | Filiz Arslan           | 20.000 Meilen von Xavier Naidoo                        |
| 14    | Mark Forster      | 20       | Benedikt Köstler       | The House of the Rising Sun von The Animals            |
| 15    | Michi und Smudo   | 21       | Meike Hammerschmidt    | Standing in the Way of Control von Gossip              |
| 15    | Michi und Smudo   | 22       | Kim Friehs             | Herz über Kopf von Joris                               |
| 15    | Michi und Smudo   | 23       | Melisa Toprakci        | Dangerous Woman von Ariana Grande                      |
| 15    | Michi und Smudo   | 24       | Philip Piller          | Somewhere Only We Know von Keane                       |
| 15    | Michi und Smudo   | 25       | Stefanie Nerpel        | Dear Mr. President von Pink                            |
| 15    | Michi und Smudo   | 26       | Semion Bazavlouk       | All on My Mind von Anderson East                       |
| 15    | Michi und Smudo   | 27       | Luzie Juckenburg       | Defying Gravity von Idina Menzel und Kristin Chenoweth |
| 15    | Michi und Smudo   | 28       | Anna Heimrath          | Fix You von Coldplay                                   |
| 15    | Michi und Smudo   | 29       | Dzenan Buldic          | So wie du bist von MoTrip featuring Lary               |
| 15    | Michi und Smudo   | 30       | Jade Pearl Baker       | Only Love Can Hurt Like This von Paloma Faith          |
| 15    | Yvonne Catterfeld | 31       | Juan Geck              | Mercy von Shawn Mendes                                 |
| 15    | Yvonne Catterfeld | 32       | Gregor Hägele          | The A Team von Ed Sheeran                              |
| 15    | Yvonne Catterfeld | 33       | Tina Naderer           | Keine Religion von Joy Denalane                        |
| 15    | Yvonne Catterfeld | 34       | Frederic Lipgens       | Too Close von Alex Clare                               |
| 15    | Yvonne Catterfeld | 35       | Sebastiàn Millepied    | Too Good at Goodbyes von Sam Smith                     |
| 15    | Yvonne Catterfeld | 36       | Christine Heitz        | Love So Soft von Kelly Clarkson                        |
| 15    | Yvonne Catterfeld | 37       | Melvin Vardouniotis    | Thinking 'Bout You von Dua Lipa                        |
| 15    | Yvonne Catterfeld | 38       | Julien Alexander Blank | Basket Case von Green Day                              |
| 15    | Yvonne Catterfeld | 39       | BB Thomaz              | Listen von Beyoncé                                     |
| 15    | Yvonne Catterfeld | 40       | Johannes Pinter        | All I Ask von Adele                                    |

## Vierte Phase: Die Liveshows
Wie im Vorjahr fanden zwei Livesendungen statt, und zwar am 10. und 17. Dezember 2017 in Berlin. Wie in Staffel 5 und 6 verteilten die Coaches keine Prozentpunkte, sondern alle Entscheidungen fielen per Televoting durch die Zuschauer.

### Erste Liveshow (Halbfinale)
In der ersten Liveshow am 10. Dezember 2017 kamen vier der zwölf Kandidaten weiter: In jeder Coachinggruppe trugen die drei Teilnehmer hintereinander ein Lied vor, wonach die Zuschauer per Televoting einen von ihnen ins Finale wählten.
Pink führte ihren aktuellen Song What About Us? auf.
| Coach             | Auftritt | Kandidat            | Song                                                       | Televoting |
| ----------------- | -------- | ------------------- | ---------------------------------------------------------- | ---------- |
| Samu Haber        | 1        | Janina Beyerlein    | New Rules von Dua Lipa                                     | 14,2 %     |
| Samu Haber        | 2        | Lara Samira Will    | I See Fire von Ed Sheeran                                  | 28,1 %     |
| Samu Haber        | 3        | Natia Todua         | Somebody to Love von Queen                                 | 57,7 %     |
| Mark Forster      | 4        | Benedikt Köstler    | Stand by Me von Ben E. King                                | 71,8 %     |
| Mark Forster      | 5        | Filiz Arslan        | Ich kann nicht schlafen von Amanda                         | 11,5 %     |
| Mark Forster      | 6        | Michael Russ        | If I Ain’t Got You von Alicia Keys                         | 16,7 %     |
| Yvonne Catterfeld | 7        | Melvin Vardouniotis | The Greatest Love of All von George Benson                 | 09,2 %     |
| Yvonne Catterfeld | 8        | Gregor Hägele       | We Don’t Have to Take Our Clothes Off von Jermaine Stewart | 38,5 %     |
| Yvonne Catterfeld | 9        | BB Thomaz           | Every Breath You Take von The Police                       | 52,3 %     |
| Michi und Smudo   | 10       | Meike Hammerschmidt | The Pretender von Foo Fighters                             | 29,8 %     |
| Michi und Smudo   | 11       | Dzenan Buldic       | Schau nicht mehr zurück von Xavas                          | 16,7 %     |
| Michi und Smudo   | 12       | Anna Heimrath       | People Help the People von Cherry Ghost                    | 53,4 %     |

### Zweite Liveshow (Finale)
Die zweite Liveshow, das Finale, fand am 17. Dezember 2017 statt. Jeder Finalteilnehmer trug einen Song vor, sang außerdem ein Duett mit seinem Coach und ein weiteres Duett mit einem Gastkünstler: Benedikt Köstler sang mit Rita Ora, Natia Todua mit Beth Ditto, BB Thomaz mit Kelly Clarkson, Anna Heimrath mit James Blunt. Zu Beginn der Sendung sang Ed Sheeran seinen Song Castle on the Hill sowie mit den vier Kandidaten zusammen seinen Hit Shape of You. Später in der Sendung trug er seinen aktuellen Song Perfect vor.
Während die drei Frauen und ihre Coaches die Verkündigung des Ergebnisses gegen 23:15 auf der Bühne abwarten durften, mussten Mark Forster und sein 17-jähriger Schützling Benedikt Köstler im Publikum bleiben, da Köstler gemäß Jugendschutzgesetz nur bis 22:00 auf der Bühne stehen durfte. Zur Siegerin wurde Natia Todua gewählt, sie erhielt in der Televoting-Abstimmung über die vier Kandidaten ein Ergebnis von 50,1 Prozent.
| Rang | Coach             | Kandidat         | Songs                    | Songs                                                     | Televoting |  |
| ---- | ----------------- | ---------------- | ------------------------ | --------------------------------------------------------- | ---------- |  |
| 1    | Samu Haber        | Natia Todua      | Coverversion             | With a Little Help from My Friends von The Beatles        | 50,10 %    |  |
| 1    | Samu Haber        | Natia Todua      | Duett mit Coach          | I Help You Hate Me von Sunrise Avenue                     | 50,10 %    |  |
| 1    | Samu Haber        | Natia Todua      | Duett mit Gastkünstlerin | We Could Run von Beth Ditto                               | 50,10 %    |  |
|      |                   |                  |                          |                                                           |            |  |
| 2    | Mark Forster      | Benedikt Köstler | Coverversion             | Your Song von Elton John                                  | 25,45 %    |  |
| 2    | Mark Forster      | Benedikt Köstler | Duett mit Coach          | Kogong von Mark Forster                                   | 25,45 %    |  |
| 2    | Mark Forster      | Benedikt Köstler | Duett mit Gastkünstlerin | Anywhere von Rita Ora                                     | 25,45 %    |  |
|      |                   |                  |                          |                                                           |            |  |
| 3    | Michi und Smudo   | Anna Heimrath    | Coverversion             | Beneath Your Beautiful von Labrinth featuring Emeli Sandé | 16,79 %    |  |
| 3    | Michi und Smudo   | Anna Heimrath    | Duett mit Coach          | A-N-N-A von Freundeskreis                                 | 16,79 %    |  |
| 3    | Michi und Smudo   | Anna Heimrath    | Duett mit Gastkünstler   | Don’t Give Me Those Eyes von James Blunt                  | 16,79 %    |  |
|      |                   |                  |                          |                                                           |            |  |
| 4    | Yvonne Catterfeld | BB Thomaz        | Coverversion             | Empire State of Mind von Jay-Z featuring Alicia Keys      | 07,66 %    |  |
| 4    | Yvonne Catterfeld | BB Thomaz        | Duett mit Coach          | Was bleibt von Yvonne Catterfeld                          | 07,66 %    |  |
| 4    | Yvonne Catterfeld | BB Thomaz        | Duett mit Gastkünstlerin | Love So Soft von Kelly Clarkson                           | 07,66 %    |  |

## Einschaltquoten
| Folge | Sendung         | Sender    | Datum                 | Zuschauer | Zuschauer       | Marktanteil | Marktanteil     | Quelle |
| Folge | Sendung         | Sender    | Datum                 | Gesamt    | 14 bis 49 Jahre | Gesamt      | 14 bis 49 Jahre | Quelle |
| ----- | --------------- | --------- | --------------------- | --------- | --------------- | ----------- | --------------- | ------ |
| 01    | Blind Auditions | ProSieben | Do, 19. Oktober 2017  | 3,77 Mio. | 2,28 Mio.       | 13,5 %      | 24,7 %          | [ 8 ]  |
| 02    | Blind Auditions | Sat.1     | So, 22. Oktober 2017  | 4,04 Mio. | 2,37 Mio.       | 12,0 %      | 20,3 %          | [ 9 ]  |
| 03    | Blind Auditions | ProSieben | Do, 26. Oktober 2017  | 4,03 Mio. | 2,32 Mio.       | 13,9 %      | 24,1 %          | [ 10 ] |
| 04    | Blind Auditions | Sat.1     | So, 29. Oktober 2017  | 3,85 Mio. | 2,11 Mio.       | 11,8 %      | 18,3 %          | [ 11 ] |
| 05    | Blind Auditions | ProSieben | Do, 2. November 2017  | 4,10 Mio. | 2,53 Mio.       | 13,7 %      | 24,9 %          | [ 12 ] |
| 06    | Blind Auditions | Sat.1     | So, 5. November 2017  | 3,97 Mio. | 2,19 Mio.       | 12,2 %      | 19,3 %          | [ 13 ] |
| 07    | Blind Auditions | ProSieben | Do, 9. November 2017  | 3,93 Mio. | 2,36 Mio.       | 13,6 %      | 24,4 %          | [ 14 ] |
| 08    | Blind Auditions | Sat.1     | So, 12. November 2017 | 3,96 Mio. | 2,19 Mio.       | 12,0 %      | 19,0 %          | [ 15 ] |
| 09    | Blind Auditions | ProSieben | Do, 16. November 2017 | 4,27 Mio. | 2,57 Mio.       | 15,0 %      | 27,0 %          | [ 16 ] |
| 10    | Battle Round    | Sat.1     | So, 19. November 2017 | 3,82 Mio. | 2,14 Mio.       | 11,1 %      | 17,5 %          | [ 17 ] |
| 11    | Battle Round    | ProSieben | Do, 23. November 2017 | 3,16 Mio. | 1,85 Mio.       | 11,4 %      | 20,0 %          | [ 18 ] |
| 12    | Battle Round    | Sat.1     | So, 26. November 2017 | 3,45 Mio. | 2,01 Mio.       | 10,3 %      | 16,9 %          | [ 19 ] |
| 13    | Battle Round    | ProSieben | Do, 30. November 2017 | 3,19 Mio. | 1,86 Mio.       | 12,0 %      | 20,7 %          | [ 20 ] |
| 14    | Sing Off        | Sat.1     | So, 3. Dezember 2017  | 2,83 Mio. | 1,56 Mio.       | 9,2 %       | 14,2 %          | [ 21 ] |
| 15    | Sing Off        | ProSieben | Do, 7. Dezember 2017  | 2,90 Mio. | 1,69 Mio.       | 10,6 %      | 18,5 %          | [ 22 ] |
| 16    | Liveshow        | Sat.1     | So, 10. Dezember 2017 | 3,68 Mio. | 2,14 Mio.       | 12,2 %      | 20,7 %          | [ 23 ] |
| 17    | Liveshow        | Sat.1     | So, 17. Dezember 2017 | 3,31 Mio. | 1,73 Mio.       | 11,1 %      | 16,8 %          | [ 24 ] |

## Tournee
Wie bereits seit der zweiten Staffel ging es für einige Teilnehmer der Show im Anschluss auf eine Deutschland-Tournee. Im Finale wurde per Televoting entschieden, dass neben den vier Finalisten die beiden Halb-Finalisten Lara-Samira Will und Gregor Hägele daran teilnehmen dürfen. Da BB Tomaz sich wegen familiärer Verpflichtungen gegen eine Tour-Teilnahme entschied, rückte Halbfinalist Dzenan Buldic nach. Den Auftakt der Tournee in der Bayreuther Oberfrankenhalle verpasste Benedikt Köstler wegen einer verschleppten Erkältung.